# 로웰 천문대
로웰 천문대(Lowell Observatory, -天文臺)는 1894년에 천문학자 로웰이 세운 천문대로, 미국의 애리조나주에 있는 해발 2,210m의 플래그스태프에 위치해 있다. 천문대를 설치할 당시 로웰은 화성에 있다고 생각되는 운하를 찾으려고 하였다. 훗날 우주가 팽창하고 있다는 증거와 명왕성을 발견하는 등의 업적을 남겼다.